# روبرت یولچیان
روبرت آلکساندری یولچیان (ارمنی: Ռոբերտ Ալեքսանդրի Յոլչյան؛  زادهٔ ۳ مهٔ ۱۹۱۷ - درگذشته ۶ آوریل ۲۰۰۱) موسیقی‌دان اهل ارمنستان بود. وی بین سال‌های - تا - میلادی فعالیت می‌کرد.

## زندگی‌نامه
وی در ۳ مهٔ ۱۹۱۷ در تفلیس به دنیا آمد . وی در گروه پاپ ارمنی فعالیت می‌کرد. همچنین برندهٔ جوایزی همچون هنرمند شایسته ارمنستان شوروی (۱۹۵۰) شده است. وی در ۶ آوریل ۲۰۰۱ در سن ۸۳ سالگی در ایروان درگذشت.